# Wicek i Wacek
Wicek i Wacek – polski komiks ukazujący się od 1946 roku w łódzkim „Ekspressie Ilustrowanym”.
Komiks był pierwszym utworem tego typu opublikowanym po wojnie, druk rozpoczął się w styczniu 1946. Autorem ilustracji był Wacław Drozdowski, zaś autorem tekstu Adam Ochocki. Wydanie książkowe, z podtytułem Ucieszne przygody dwóch wisusów w czasie okupacji, na ich cześć wierszem opisane, ukazało się w 1948, nakład wynosił 250 tysięcy egzemplarzy. W 1989 r. ukazał się jego pokolorowany reprint, wydany przez wydawnictwo KAW.
Historia opowiada o przygodach dwóch mieszkańców łódzkiej dzielnicy Widzew. Później dołączył do nich trzeci bohater – safandułowaty Polikarp. Akcja początkowych odcinków rozgrywała się w czasie wojny, późniejsze historie opowiadały o przygodach urwisów w rzeczywistości powojennej. Postacie były wzorowane na bohaterach duńskiej kreskówki Pat i Patachon.

## Wydania zeszytowe z cykluWicek i Wacek[5]
- Wicek i Wacek. Ucieszne przygody dwóch wisusów w czasie okupacji, na ich cześć wierszem opisane, 1948
- Wicek, Wacek i Polikarp. Nowe przygody, 1971
- Wicek i Wacek w czasie okupacji, 1988 (wydanie nadzwyczajne „Ekspressu Ilustrowanego”)
- Wicek i Wacek. Ucieszne przygody dwóch wisusów w czasie okupacji, na ich cześć wierszem opisane, 1989 (kolorowy reprint)